# Stadionul Rajko Mitić
Stadionul Rajko Mitić (sârbă "Стадион Рајко Митић", transliterare: Stadion Rajko Mitić) este un stadion multi-funcțional din Belgrad, Serbia. În mare parte el e folosit pentru meciurile de fotbal și el este stadionul de casă al echipei Steaua Roșie Belgrad. Capacitatea stadionului e de 55.538 locuri, toate pe scaune. Stadionul mai e supranumit Marakana datorită asemănării sale cu celebrul stadion din Brazilia.

## Legături externe
- FC Red Star Belgrade
- Stadium pictures on Delije web site
- Stadium Guide Article
- 360° Marakana Virtual tour Arhivat în 20 iunie 2011, la Wayback Machine.